# Zuverlässigkeit (Telekommunikation)
Dieser Artikel befindet sich derzeit in der Qualitätssicherung im WikiProjekt Elektrotechnik des Portal Elektrotechnik. Wenn du dich mit dem Thema auskennst, bist du herzlich eingeladen, dich an der Prüfung und möglichen Verbesserung des Artikels zu beteiligen. Der Meinungsaustausch dazu ist in der Diskussion (Artikel „Zuverlässigkeit (Telekommunikation)“ eintragen) zu finden.
In Bezug auf Telekommunikation bedeutet Zuverlässigkeit, dass Nachrichten mit einer angestrebten Quality of Service (QoS) übermittelt werden. Beispiele für QoS für die Nachrichtenübertragung sind:
1. alle gesendeten Daten kommen vollständig an
2. die Daten kommen in der richtigen Reihenfolge an
3. es gibt keine Duplikate

Um dies zu realisieren, werden u. a. Sequenznummern zusammen mit Quittungen (Empfangsbestätigungen) und Sendewiederholungen verwendet.
Ein Beispiel für ein zuverlässiges Protokoll ist TCP; ein Beispiel für ein nicht zuverlässiges Protokoll ist UDP.